# Ben-Hur: A Tale of the Christ
Ben-Hur: A Tale of the Christ és una novel·la de Lew Wallace publicada en 1880 que ha donat peu a diverses adaptacions, entre les quals destaca el film guanyador d'onze premis Oscar Ben Hur de 1959. El llibre es troba entre els supervendes de la història, amb més de 50 milions de còpies venudes des de la seva aparició. Narra la història d'un corredor de carros esclavitzat pels romans, que viu en temps de Jesús. La vida del fundador del cristianisme apareix com a rerefons per entendre la trama principal i la manera d'apropar-s'hi va fer que fos recomanada pel Papa [Lleó XIII].

## Argument
Judah Ben-Hur és un noble jueu que té com a millor amic d'infantesa Messala. Aquest és enviat a Roma per ser educat i quan torna ha canviat totalment de caràcter i es burla de la religió del seu company. Els dos joves acaben sent enemics i Messsala denuncia Judah a les autoritats quan mor per accident un oficial romà. Judah és condemnat a l'esclavitud a galeres i quan està a punt de ser traslladat al mar coneix un fuster que es fa dir Jesús i que li torna les ganes de viure. Jura venjar-se de tots els romans.
Un romà l'allibera per haver-lo salvat d'un naufragi i Judah torna a casa seva, ara administrada per un antic servent. Allà s'assabenta que Messala competeix en curses de carros i s'hi inscriu per guanyar-lo. Mentrestant, aprèn coses sobre el passat de Crist, a qui considera un possible aliat en la seva lluita contra Roma, i es fa batejar. Es revela que la mare i la germana de Judah són vives però afectades per la lepra i, per tant, exiliades. Després de seguir Jesús diversos mesos, Judah comprèn que pot obrar miracles i li porta la seva família perquè les guareixi. Llavors jura consagrar-li la seva vida i quan Jesús mor, parteix amb un grup de cristians cap a Roma a fundar comunitats de fe. Ja no aspira a la venjança ni a la revolució, tanmateix, Messala és assassinat per un dels partidaris de Judah.

## Anàlisi
El nom del protagonista deriva d'un governador de la Bíblia. Els passatges de les Escriptures envolten el text principal per establir paral·lelismes entre el Jesús que descobreix Judah i el del Nou Testament, ja que l'autor no volia ofendre els creients amb una història de ficció sobre Crist. Va declarar que es va documentar sobre els primers cristians i l'època històrica per donar més versemblança a la novel·la, la qual va sorgir com a resposta a les converses amb un agnòstic. Així s'entén el to apologètic de l'obra i l'elecció del narrador, que sovint es dirigeix als lectors buscant complicitat amb les tesis ideològiques a favor de la pietat.
El manuscrit original, publicat per Harper and Brothers, va fer immensament ric Wallace, ja que el seu èxit el va convertir en un dels llibres més llegits als Estats Units, només per darrere de la Bíblia, durant l'anomenada Gilded Age americana. La crítica no fou igualment receptiva, ja que es va titllar la novel·la de contenir un romanticisme antiquat. La cursa de carros on Judah guanya Messala va esdevenir una icona popular i el centre de les adaptacions cinematogràfiques posteriors per l'acció que aportava a la trama.